# 新潟証券取引所
新潟証券取引所（にいがたしょうけんとりひきじょ）とは、2000年3月1日に廃止された証券取引所である。現在の新潟市中央区上大川前通8番町にあった。
廃止時に上場していた企業については、東京証券取引所が引き継いだ。（単独上場銘柄は市場第二部（東証二部→東証スタンダード）に移行）
建物は現存しており、2023年まで第四ディーシーカード・第四ジェーシービーカードが使用していた。

## 旧上場会社

### 単独上場
- 雪国まいたけ （証券コード: 1378）、平成27年6月ベインキャピタルのTOBにより東京証券取引所市場第二部上場廃止、令和2年9月東京証券取引所市場第一部に再上場（証券コード: 1375）、市場再編に伴いプライム市場へ移行、2025年ユキグニファクトリーに改名
- 亀田製菓 （証券コード: 2220）
- ブルボン （証券コード: 2208）
- セイヒョー （証券コード: 2872）
- 北越メタル （証券コード: 5446）
- コロナ （証券コード: 5909）
- 北越工業 （証券コード: 6364）2025年、AIRMANに改名
- ツインバード工業 （証券コード: 6897）2022年ツインバードに改名
- 新潟三越百貨店 （旧:小林百貨店）（証券コード: 8249）2010年新潟伊勢丹と合併し新潟三越伊勢丹に改名
- 原信 （証券コード: 8255）、ナルス、フレッセイHDと経営統合し、アクシアル リテイリングを設立
- 新潟交通 （証券コード: 9017）
- 北陸瓦斯 （証券コード: 9537）通称北陸ガス
- 真電 （証券コード: 9911）、ノジマと合併

### 重複上場
- 植木組 （証券コード: 1867）
- 三国コカ・コーラボトリング （証券コード: 2572）、現在のコカ・コーラボトラーズジャパンを設立
- 日東硫曹 （証券コード: 4024）、新潟硫酸と合併
- サン化学（旧:新潟硫酸）（証券コード: 4029）、東北肥料と合併
- ダイニチ工業 （証券コード: 5951）
- 倉敷機械 （証券コード: 6211）
- 大和 （証券コード: 8247）
- 第四銀行 （証券コード: 8324）、現在の第四北越銀行
- 北越銀行 （証券コード: 8325）、現在の第四北越銀行
- 大光相互銀行 （証券コード: 8537）
- 新潟中央銀行（証券コード: 8538）